# NGC 7232
NGC 7232 é uma galáxia espiral barrada (SBa) localizada na direcção da constelação de Grus. Possui uma declinação de -45° 51' 01" e uma ascensão recta de 22 horas, 15 minutos e 37,6 segundos.
A galáxia NGC 7232 foi descoberta em 6 de Setembro de 1834 por John Herschel.